# Unterweißenbach
Unterweißenbach is een gemeente in de Oostenrijkse deelstaat Opper-Oostenrijk, gelegen in het district Freistadt (FR). De gemeente heeft ongeveer 2300 inwoners.

## Geografie
Unterweißenbach heeft een oppervlakte van 49 km². Het ligt in het noorden van het land, ten noordoosten van de stad Linz.

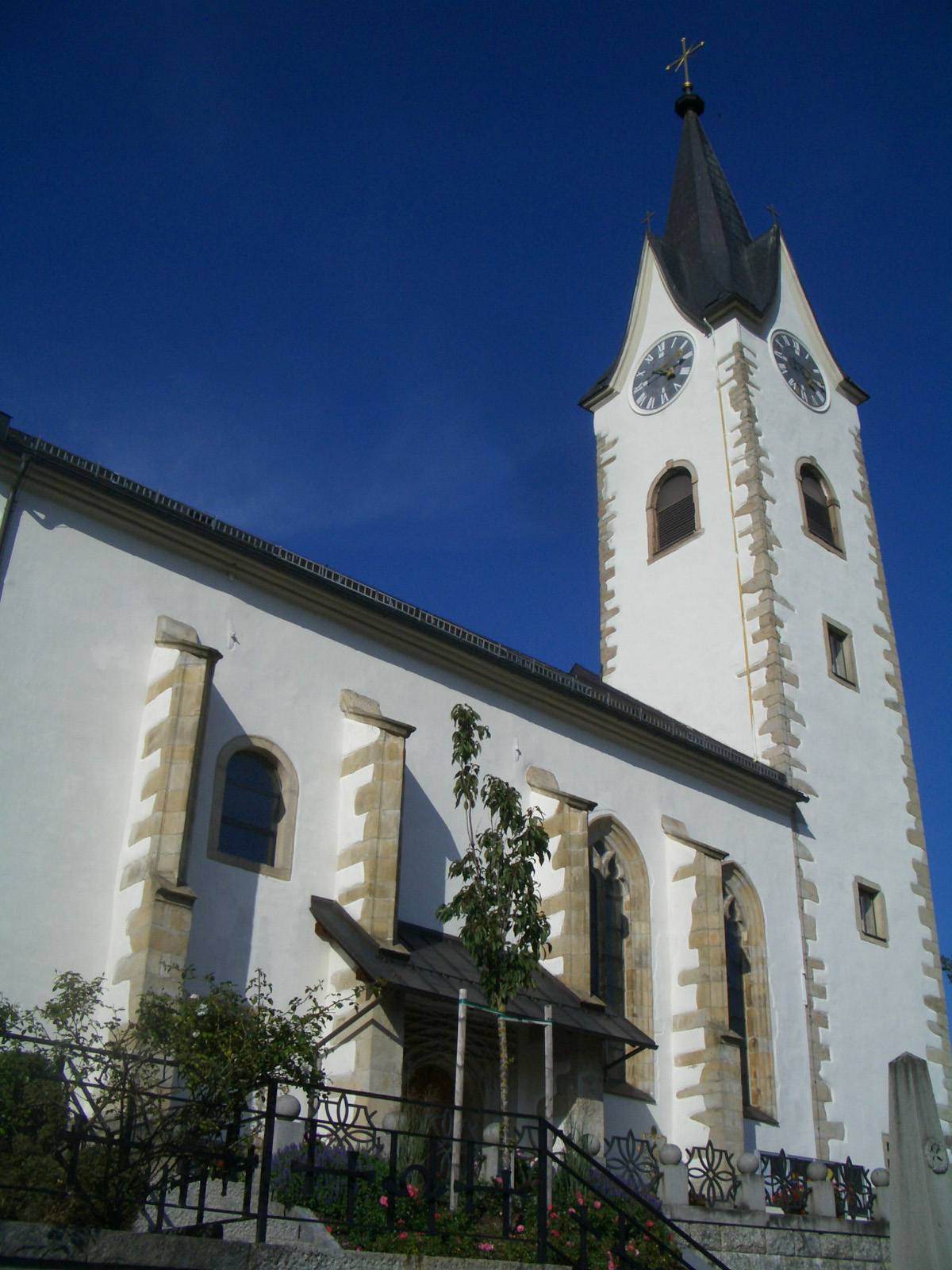
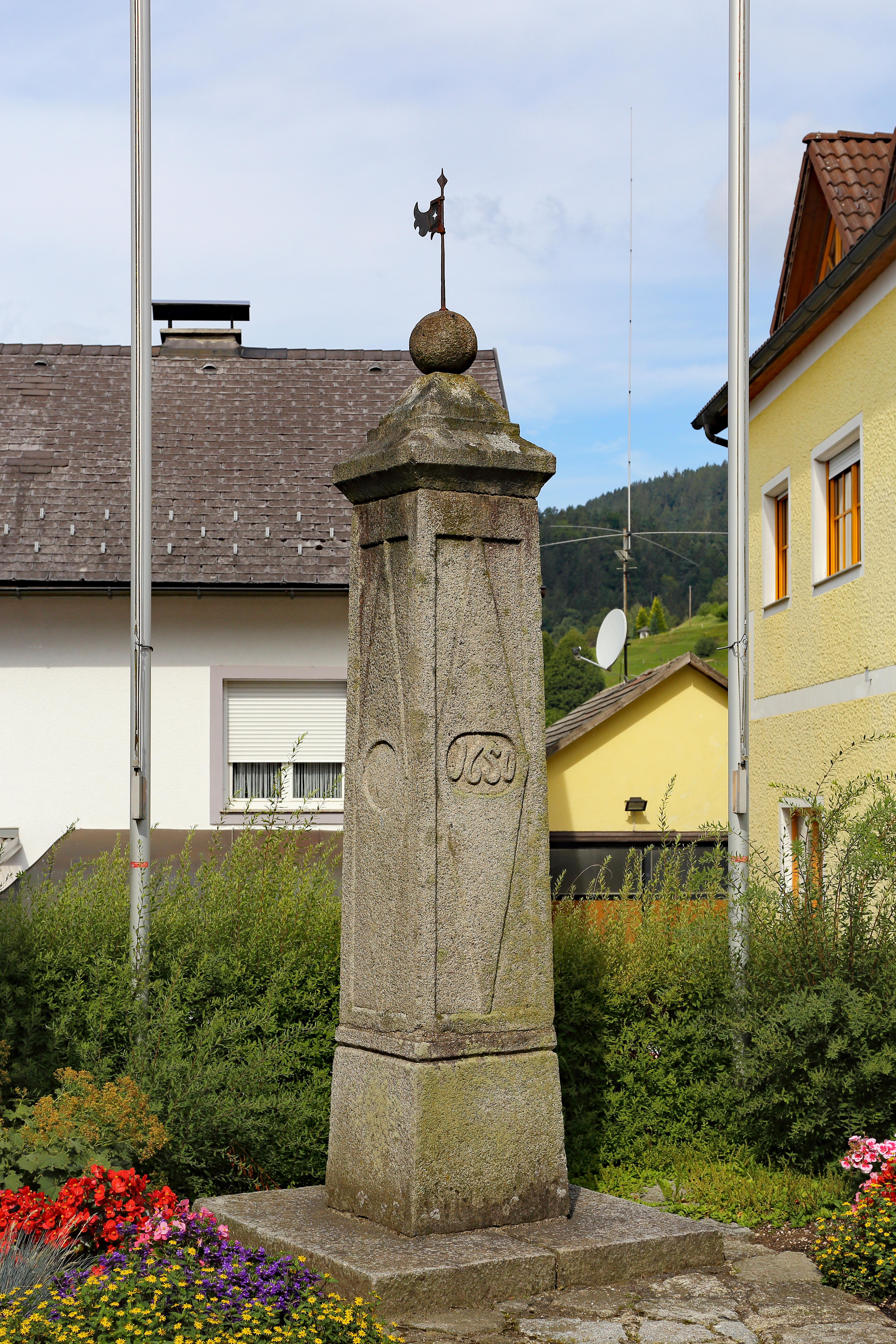
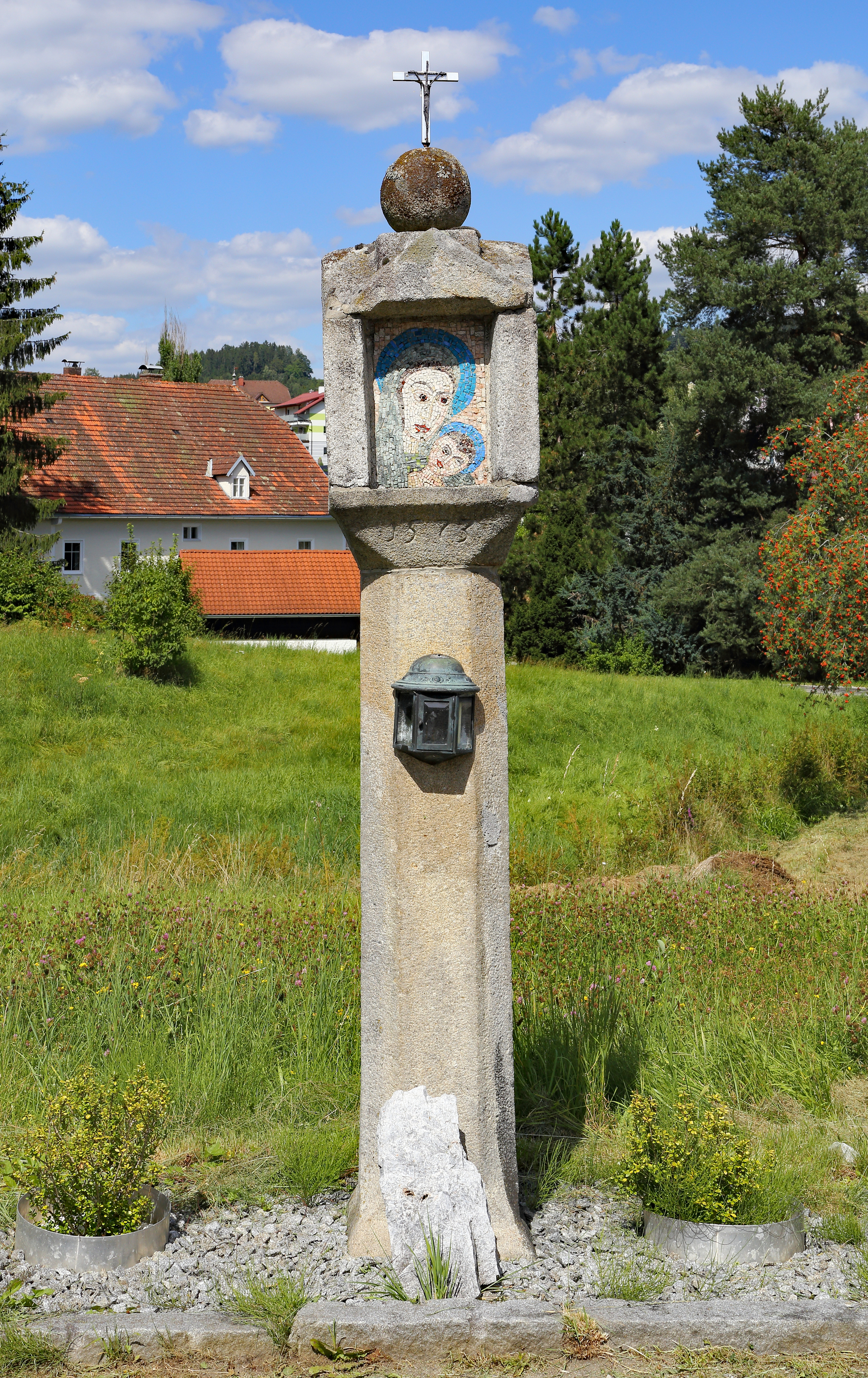
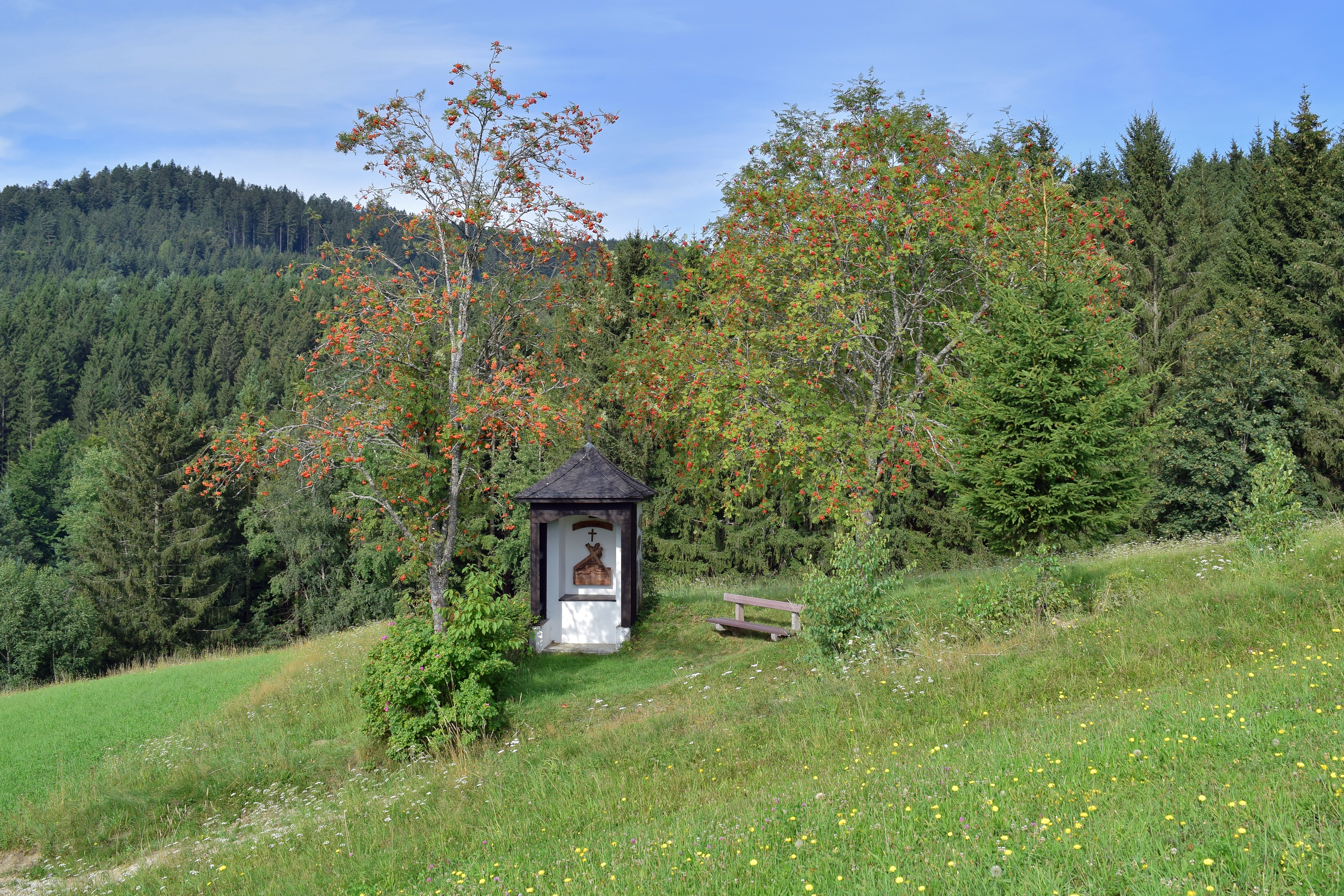
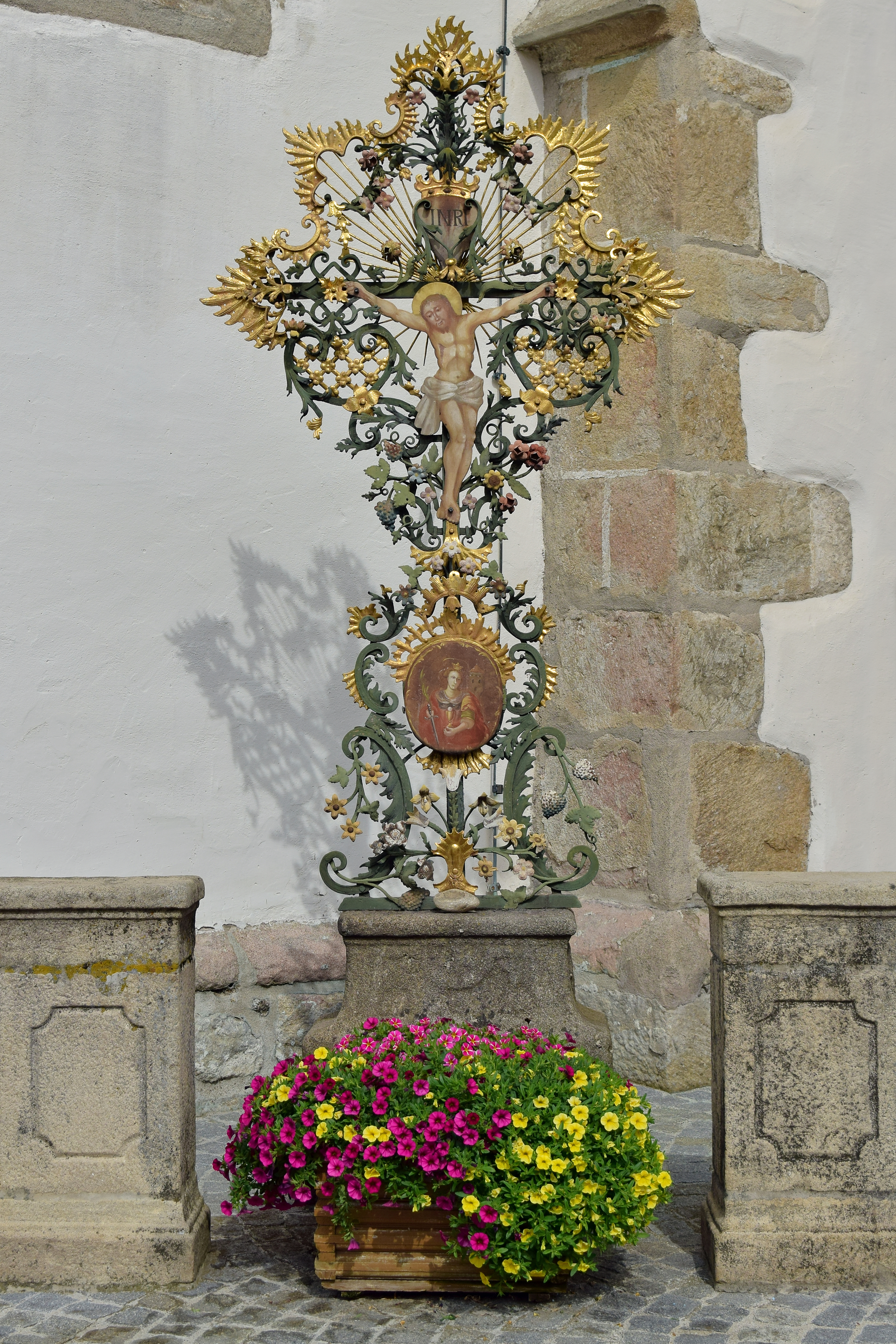
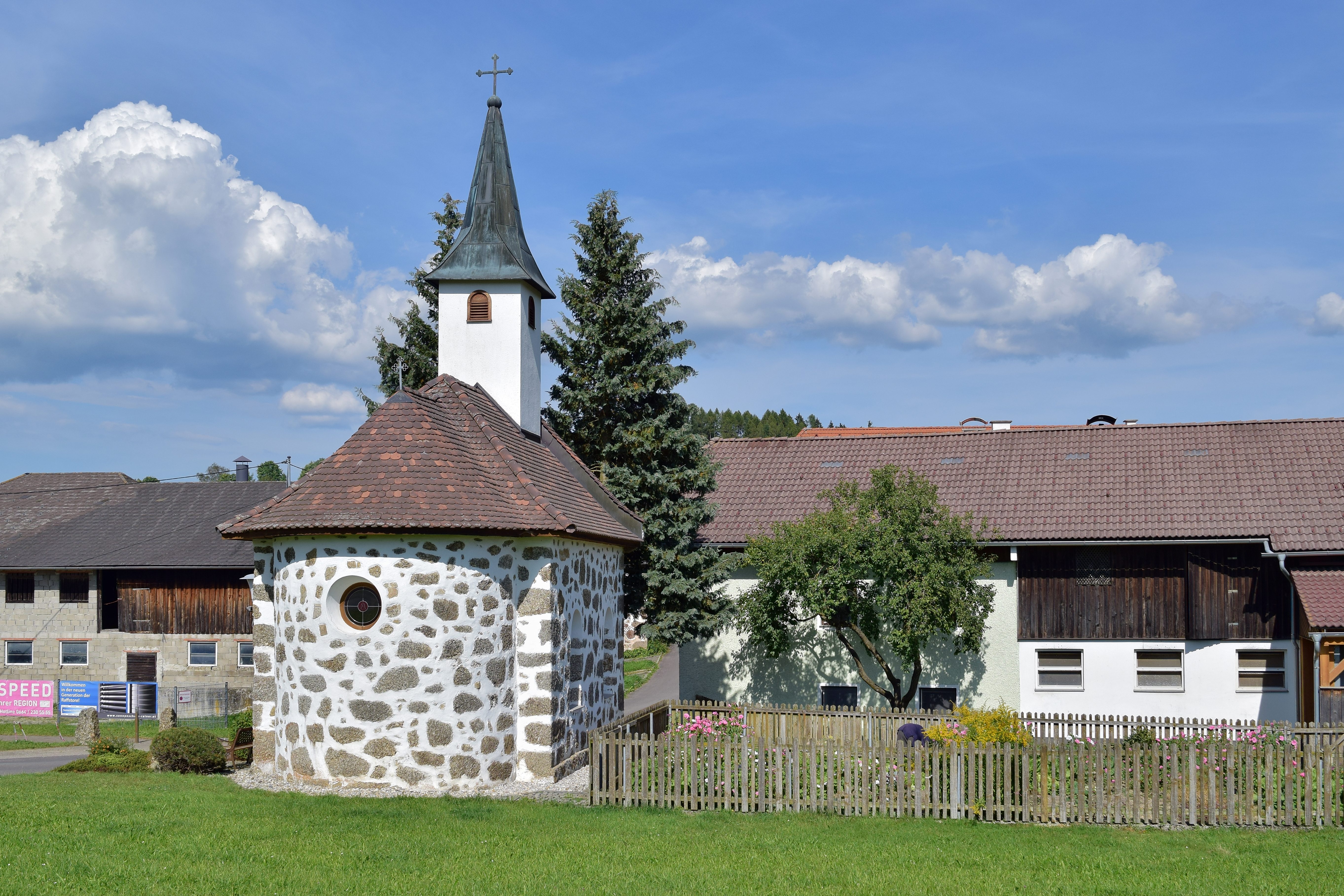

Bad Zell · Freistadt · Grünbach · Gutau · Hagenberg im Mühlkreis · Hirschbach im Mühlkreis · Kaltenberg · Kefermarkt · Königswiesen · Lasberg · Leopoldschlag · Liebenau · Neumarkt im Mühlkreis · Pierbach · Pregarten · Rainbach im Mühlkreis · Sandl · Schönau im Mühlkreis · Sankt Leonhard bei Freistadt · Sankt Oswald bei Freistadt · Tragwein · Unterweißenbach · Unterweitersdorf · Waldburg · Wartberg ob der Aist · Weitersfelden · Windhaag bei Freistadt
- Gemeinsame Normdatei: 4459164-0
- Virtual International Authority File: 156878033